# Casa de Poitiers
La casa de Poitiers (maison de Poitiers), también conocida como los ranulfidos (en francés: Ramnulfides), fue una familia franca que dio origen a una dinastía francesa que gobernó el condado de Poitou (o Poitiers) y el ducado de Aquitania entre los siglos IX y XII. Su capital estaba en la ciudad de Poitiers y algunas ramas familiares gobernaron como reyes de Chipre y príncipes de Antioquía.
En los inicios del siglo X disputaron la dominación del norte de Aquitania y el título ducal al completo con la casa de Auvernia. En 1032, heredaron el ducado de Gascuña y lo unieron con Aquitania. A finales del siglo XI ejercían el poder dominante en el tercio suroeste de Francia.
El fundador de la familia fue Ranulfo I, hijo de Gérard conde de Auvernia, que se convirtió en conde en 835, y luego conde de Poitiers de 839 a 866. (Basándose en el Liber memorialis de la abadía de Reichenau y en la onomástica, Christian Settipani propone que Gérard era hijo de Esteban de París, conde de París, él mismo hijo de Gérard, conde de París.) Los ranulfidos se relacionaron bien con los girardides, probablemente también en el origen de la casa de Lorena.
El hijo de Ranulfo, Ranulfo II, se adjudicó el título de rey de Aquitania en 888, pero no le sobrevivió. A través de su hijo ilegítimo Ebalus, encabezaron la línea de los duques de Aquitania que gobernarían de forma continuada entre 927-1204, desde la sucesión de Guillermo III  hasta la muerte de Leonor de Aquitania, que llevó la herencia de los ranulfidos primero a Luis VII de Francia y luego a Enrique II de Inglaterra.
Varias hijas de esta casa alcanzaron un estatus alto: Adelaida se casó con Hugo Capeto y fue así la primera reina de Francia en la época de los Capetos directos; Inés de Poitou se casó con Enrique III el Negro, emperador del Sacro Imperio, y gobernó como regente de su hijo, el joven Enrique IV de Baviera; y la más ilustre fue sin duda la gobernante Leonor de Aquitania, cuyo matrimonio originó el imperio angevino de los Plantagents, que iba a causar tanta discordia entre Francia e Inglaterra (Guerra de los Cien Años).
La casa ranulfida hizo mucho para fomentar el arte, la literatura y la piedad. En especial, bajo el gobierno de Guillermo V, Guillermo IX y Guillermo X, Aquitania se convirtió en un centro para el arte de la poesía y el canto en la lengua vernácula. La tradición trovadoresca nació y creció allí. Se fomentó la Paz y tregua de Dios y se inventó el ideal del amor cortés.
Actualmente, la rama principal de la casa (Ramnulfid) permanece activa, está ubicada en Brasil, donde el Príncipe Dom Edyelso I, actual jefe de la casa, mantiene vivas las tradiciones y costumbres, siendo la casa clasificada legalmente como “exiliada por la memoria”.

## Condes de Poitiers y duque de Aquitania
Los ranulfidos han dado muchos Duques de Aquitania, llevando oficialmente el título de conde de Poitiers. Esta línea se extinguió en los varones en 1137, y en las mujeres en 1204 con Leonor de Aquitania, que se convirtió en reina de Francia, y luego, por un segundo matrimonio, en reina de Inglaterra.
| Fechas      | Duques                                           | Notas |
| 854-866     | Ranulfo I de Poitiers (Ramnulf o Renoul) († 866) | Conde de Poitiers, hijo de Gérard, conde de Auvernia. |
| 888-890     | Ranulfo I de Poitiers († 890)                    | Conde de Poitiers, hijo de Ranulfo I. Se llamó a sí mismo duque de Aquitania tras la muerte de Carlos el Gordo y rechazó la soberanía del rey Eudes.                                                                |
| 893/909-918 | Guillermo el Piadoso († 918)                     | Pariente de Ranulfo II, marqués de Gotia, conde de Auvernia, de Berry, de Macon, del Limousin y de Lyon. Llamado dux en 893 y dux Aquitanorum en 909.                                                               |
| 918-926     | Guillermo II el Joven († 926)                    | Sobrino del anterior. |
| 926-927     | Acfredo de Aquitania († 927)                     | Hermano del anterior, designado por Ebles Manzer para sucederle. |
| 927-932     | Ebles Manzer (le Bâtard) († 934)                 | Conde de Poitiers, hijo de Ranulfo II. En 932, Raúl de Borgoña, rey de Francia, le retiró Aquitania para concedérsela a Raimundo Pons.                                                                              |
| 932-936     | Raimundo III de Tolosa o Raimundo Pons († 936)   | conde de Tolosa. |
| 959-963     | Guillermo III Cabeza de estopa († 963)           | Hijo de Ebles Manzer. Conde de Poitiers, del Limousin y de Auvernia, llamado «comte du duché d'Aquitaine» o «comte palatin d'Aquitaine», pero no «duc d'Aquitaine».                                                 |
| 963-995     | Guillermo IV Fierabras († 995)                   | Conde de Poitiers, hijo del anterior. |
| 995-1030    | Guillermo V el Grande († 1030)                   | Conde de Poitiers, hijo del anterior. |
| 1030-1038   | Guillermo VI el Gordo († 1038)                   | Conde de Poitiers, hijo del anterior. |
| 1038-1039   | Eudes († 1039)                                   | Conde de Gascoña de 1032 à 1039, conde de Poitiers, hijo de Guillermo el Grande y hermanastro del anterior. |
| 1039-1058   | Guillermo VII Aigret († 1058)                    | Conde de Poitiers, hijo de Guillermo el Grande y hermanastro de los anteriores. |
| 1058-1086   | Guy-Geoffroy-Guillermo VIII († 1086)             | Conde de Gascoña de 1052 a 1086, conde de Poitiers, hermano del anterior. |
| 1086-1126   | Guillermo IX el Trobador († 1126)                | Conde de Poitiers y de Gascoña, hijo del anterior. |
| 1126-1137   | Guillermo X el Tolosano († 1137)                 | Conde de Poitiers y de Gascoña, hijo del anterior. |
| 1137-1204   | Leonor de Aquitania (1122 † 1204)                | Condesa de Poitiers y de Gascoña, hija mayor del anterior, casada después con Luis VII el Joven, rey de Francia, del que se divorció en 1152 y se casó con el rey Enrique II Plantagenêt, futuro rey de Inglaterra. |

## Príncipes de Antioquía y condes de Trípoli
Los Ranulfidos también hicieron carrera en Tierra Santa con Raimundo de Poitiers (1115-1149), del que descendieron los siguientes princesa de Antioquía y condes de Trípoli.
| Fechas    | Príncipes                                       | Notas |
| 1163-1201 | Bohemundo III de Antioquía († 1201)             | Príncipe de Antioquía, hijo de Raymond de Poitiers y de Constance de Antioquía. |
| 1201-1216 | Bohemundo IV de Antioquía (1172 † 1233)         | Príncipe de Antioquía y conde de Trípoli, segundo hijo de Bohemundo III y de Orgueilleuse de Harenc. |
| 1216-1219 | Raimundo Rubén de Antioquía (1199 † 1221)       | Hijo de Raimundo IV de Antioquía, conde de Trípoli (hijo mayor de Bohemundo III y de Orgueilleuse de Harenc) y de Alix de Armenia. |
| 1219-1233 | Bohemundo IV de Antioquía, restaurado.          | |
| 1233-1252 | Bohemundo V de Antioquía († 1252)               | Príncipe de Antioquía y conde de Trípoli, hijo de Bohemundo IV y de Plaisance de Giblet. |
| 1252-1268 | Bohemundo VI de Antioquía le Beau (1237 † 1275) | Príncipe de Antioquía y conde de Trípoli, hijo de Bohemundo V y de Lucienne de Caccamo-Segni. La ciudad de Antioquía fue tomada definitivamente en mayo de 1268, pero Bohemundo VI conservó el título de Príncipe de Antioquía hasta su muerte y lo transmitió a su descendencia en la casa de Poitiers. |
| 1275-1287 | Bohemundo VII de Trípoli († 1287)               | Príncipe de Antioquía y conde de Trípoli, hijo del anterior. |
| 1287-1299 | Lucía de Trípoli († 1299)                       | Princesa de Antioquía y condesa de Trípoli, hermana del anterior, casada con Narjod de Toucy, almirante siciliano. |

## Reyes de Chipre
Uno de sus descendientes Enrique de Poitiers-Antioquía (muerto en 1276) se casó con Isabel de Lusignan (muerta en 1264), heredera del reino de Chipre, y así se fundó la segunda casa de Lusignan. El linaje de los ranulfidos murió en 1487 con la reina Carlota de Chipre.
| Fechas    | Reyes                                           | Notas |
| 1267-1284 | Hugo III de Lusignan (1235 † 1284)              | Rey de Chipre y de Jerusalén, primo del anterior.                                                                      |
| 1284-1285 | Juan I de Lusignan (1267 † 1285)                | Rey de Chipre y de Jerusalén, hijo de Hugo III y de Isabel de Ibelín.                                                  |
| 1285-1306 | Enrique II de Lusignan (1271 † 1324)            | Rey de Chipre, hijo de Hugo III y de Isabel de Ibelín.                                                                 |
| 1306-1310 | Amaury II de Lusignan (1272 † 1310)             | Gobernador de Chipre (después de haber desposado Enrique II), príncipe de Tyr, hijo de Hugo III y de Isabel de Ibelín. |
| 1310-1324 | Enrique II de Lusignan de nuevo                 | |
| 1324-1359 | Hugo IV de Lusignan (1295 † 1359)               | Rey de Chipre, hijo de Guido de Chipre (hijo de Hugo III y de Isabel de Ibelín) y de Eschiva de Ibelín.                |
| 1359-1369 | Pedro I de Lusignan (1328 † 1369)               | Rey de Chipre, hijo de Hugo IV y de Alix de Ibelín.                                                                    |
| 1369-1382 | Pedro II de Lusignan (1357 † 1382)              | Rey de Chipre, hijo de Pedro I y de Leonor de Aragón.                                                                  |
| 1382-1398 | Jaime I de Lusignan (1334 † 1398)               | Rey de Chipre, hijo de Hugo IV y de Alix de Ibelín.                                                                    |
| 1398-1432 | Jano de Lusignan (1375 † 1432)                  | Rey de Chipre, hijo de Jaime Iy de Helvis de Brunswick-Gubenhagen.                                                     |
| 1432-1458 | Juan II de Lusignan (1418 † 1458)               | Rey de Chipre, hijo de Jano y de Carlota de Borbon.                                                                    |
| 1458-1464 | Carlota de Lusignan, (1442 † 1487)              | Reina de Chipre, hija de Jean II y de Hélène Paléologue.                                                               |
| 1464-1473 | Jaime II de Lusignan, el bastardo (1418 † 1473) | Rey de Chipre, hijo ilegítimo de Jean II y de Mariette de Patras.                                                      |
| 1473-1474 | Jaime III de Lusignan, el póstumo (1473 † 1474) | Hijo de Jaime II y de Caterina Cornano.                                                                                |
| 1474-1489 | Caterina Cornaro (1454 † 1510)                  | Viuda de Jaime II, fue destronada por los venecianos.                                                                  |